# 鬼岩城
鬼岩城（きがんじょう）は、三条陸（原作）と稲田浩司（作画）による漫画およびそれを原作とするアニメ『DRAGON QUEST -ダイの大冒険-』に登場する架空の巨大建築物である。

## 概要
ギルドメイン山脈の奥にあり、当初は魔王軍の本拠地として建造・使用された。主の大魔王バーン自身は鬼岩城ではなくバーンパレス（大魔宮）に鎮座しており、魔軍司令ハドラーはじめとする幹部達が実質的な基地とし、ここから地上界の侵略にあたっていた。完成してからまだ1年にも満たず、落成したその日に魔王軍六団長が初めて一堂に会した。高さ145m、重量は測定不能。内蔵器官に合わせて用途の異なる部屋がある。バーンから預かる「バーンの鍵」を使うことにより、バーンの魔力によって動かすことも可能。巨大な人型の建築物だが、本来の構造物は頭部と胴体だけであり、手足は起動時に肩と腰の魔力装置が周囲の岩石を吸い寄せて形成する。これによりキルバーンはギルドメイン山脈から大魔宮のある死の大地まで鬼岩城を動かし（魔王軍を離反したヒュンケル等の元幹部達が鬼岩城の位置を知っていたため、移動させるように勅命がバーンから下されていた）、またミストバーンもパプニカ侵攻に鬼岩城を動かした。パプニカ侵攻までは岩石に覆われた姿であったが（この状態の外貌はバーンのエンブレムを模している）、侵攻時に大砲での迎撃を受けてこれが剥がれ落ち、より建造物らしい城としての真の姿を現した。
本体だけでもベンガーナの世界最大級の新鋭軍艦を軽く一蹴できるだけのパワーがあり、胸に無数の砲門を持つなど、並外れた攻撃力を持っていたが、ダイの剣を引っさげたダイの敵ではなく、最期は大地斬によって縦に一刀両断され、破壊された。
キルバーンいわく「バーン様のお気に入りのおもちゃの一つのようなもの」。物語の終盤で、鬼岩城はバーンが第三の目「鬼眼」の力を開放し上乗せした最強の状態だが見ることはない自身「鬼眼王」をイメージして建造したものだと明かしている（鬼眼王形態のバーンも鬼岩城同様に自身の頭部と胴体を本体とし、解放した鬼眼の力で形成された巨人型の肉体を上乗せしている。偶然にも鬼岩城同様に、鬼眼王バーンもダイの剣によって縦に両断される最期を遂げた）。

## 構造
入口
腹部にある。ダイはここから城内に突撃した。
ハート（心臓）の間
呪文の契約儀式に使う。ハドラーはここでベギラゴンを習得した。
レフトショルダー（左肩）の間
魔王軍軍団長が集い会議を行う。総司令と軍団長が囲んで着座する円卓がある。
ラング（肺）の間
甲冑などに暗黒闘気を吹き込み暗黒闘気生命体とする部屋で魔影軍団がここで次々と作られていた。用途はミストバーンを除く軍団長にも知らされておらず、クロコダインいわく「開かずの間」。
眼部
光線砲2門を備える。
胸・背中
大砲92門を備える。
玉座のある部屋
頭部にある。ここでミストバーンやシャドーが城を操縦していた。玉座の肘掛けにコントローラがあり、手を置いて魔力を用いて操縦する（つまり、玉座自体が操縦席）。操縦中は外部の様子や内部の各部屋がモニターできるようになっている。バーンの鍵を差し込んで城を動かす鍵穴もここにある（玉座の後ろの壁にあるバーンのエンブレムに鍵穴がある。又、エンブレムはバーンの言葉を伝える通信装置としての役割も持つ）。ここから直接外部との出入りも可能で（岩石に覆われた状態では頭部の口にあたる部位が外部との出入り口になる）、暗黒闘気生命体たちがここから出撃している。
中央の間
玉座の真下にある部屋で、文字通り鬼岩城の中心部に当たる。ここでダイが大地斬を放って城を真っ二つにした。
なお、劇中では右肩部分の構造および詳細な用途は明らかにされていない。ただしダイの剣の初抜刀の際に生成した右腕ごと両断されていて、内部から暗黒闘気生命体たちが落ちていくさまが描かれており、何かしらの部屋があったことがわかる。又、どの部屋かは明言されていないが、ダイに敗れたクロコダインを蘇生液に浸し治癒する部屋が描かれている。

## 他作品での登場
『星のドラゴンクエスト』の期間限定イベント『みんなで大決戦！大魔王バーン軍編』で登場。敵の軍団を討伐していくと姿を現し、一定時間の間、挑戦することができる。腹部の扉から増援を行ったり、巨体を活かした強力な攻撃を繰り出す。